# Ayane Miura
Ayane Miura (三浦綺音 Miura Ayane?), nacida en Shizuoka (Japón) el 8 de mayo de 1974, es una actriz y modelo japonesa, conocida por interpretar el personaje de Sadako Yamamura en la película de 1995 de título Ringu: Kanzen-ban.
Como modelo tiene las siguientes medidas 90-58-85 cm y de altura 1,57 m.

## Filmografía
- Ring: Kanzenban (1995)
- Nain-wan: Kunoichi yôjuu densetsu (1995)
- Maju toshi 9-1 (1995)
- Ôedo Reipuman: Nyoin shokeinin (1996)